# Josef Khell von Khellburg
Josef Khell von Khellburg (1714-1772) fue un jesuita, escritor y numismático nacido en Linz, Alta Austria.
Y para acelerar los progresos de la historia hubo algunos Jesuitas que se consagraron a estudios menos ruidosos, pero no menos útiles. Entregáronse unos a la numismática como los PP. Lachaise, Chamillard, Weilhamer, Chifflet, Pablo Javier, Lempereur, Souciet, Froelich, Khell, Bonnani, Oderic, Benedetti y Eckel, el legislador de la ciencia de las medallas, mientras otros como los PP. de Campian, Malebranche, Taffin, Petau, Briet, Raynaldo y Calini se abismaron en el estudio de la cronología y antigüedades (cita sacada de la obra <<Historia religiosa, política y literaria de la Compañía de Jesús>>, de Cretineau-Joly, Barcelona, 1853)

## Biografía
Von Khellburg abrazó la regla de San Ignacio y profesó sucesivamente en diversos colegios de la sociedad, hebreo, filosofía, historia y la crítica de textos sagrados.
Posteriormente, von Khellburg fue nombrado conservador de la biblioteca Garelli, siendo Pie-Nicolas Garelli (1670-1739), médico y bibliotecario del emperador en Viena, quien formó una numerosa y rica biblioteca, dejando una disertación «De vivipará generatione», Vienne, 1698, in-8.º, y también Josef conservador del gabinete de medallas de la academia teresiana «Theresianum».
Después de su fallecimiento, el 4 de noviembre de 1772, se confió la custodia del gabinete de los jesuitas a Joseph Hilarius Eckhel (1737-1798), jesuita nacido en Enzesfeld, Alta Austria, profesor de latín en Viena en el Colegio Teresiano, y de elocuencia, pero su propensión propia por los autores clásicos y su instrucción en las lenguas sabias, le infundieron un gusto por los estudios de la antigüedad y principalmente por la numismática, de la cual tenía a la vista un gran número de monumentos en el gabinete que le dieron a custodiar. Eckhel dejó obras escritas, como las siguientes: «Elementa numismaticae veteris», Budae, 1779 o una adenda a una obra de Josef Khell «Addenda ad Eckellii doctrinam numorum veterum», Vindobonae, 1826.
Como escritor, Josef, publicó junto a Jamerai-Duval y Erasmus Froelich (1770-1758), jesuita, escritor y numismático de Grantz, Alemania, profesor de matemáticas, bellas letras y historia, bibliotecario del colegio teresiano, profesando historia y arqueología, una obra de numismática, conteniendo el primer volumen las medallas mostradas en el título, y el segundo volumen abarca el grabado de los medallones de los emperadores romanos que proceden del gabinete de los cartujos en Roma; también Josef dejó obras sobre física, Ruth, el Nuevo Testamento, una obra en la que expone las razones que le llevaron a sospechar de una medalla de «Vespasia..», del gabinete de Hauer (Joseph Monsberger defendió la autenticidad de esta medalla en una disertación a la que Josef Khell no respondió), un opusculo de numismática inserta en el «Acta eruditorum», 1763, una biografía de Froelich escrita en latín que josef publicó traducida al alemán, y una traducción al latín publicada en 1762-65, de una obra del bibliógrafo, numismático y músico Nicola Francesco Haym «Tesoro britannico», Londres, 1719-20, 2 vols. in-4.º, con numerosas notas y adiciones de Josef que la hacen superior al original.

## Obras
- Auctoritas utriusque libri Machabaeorum canonico-historica adjuta, Vienne, 1749, in-4.º.
- Physica, ex recentiorum observationibus, Vienne, 1752-53, 2 vols., in-4.º.
- Numismata Cimelii Caesarei Austriaci Vindobonensis, Vienne, 1754-55, 2 vols., in-fol.
- De epocha historiae Ruth, Vienne, 1756, in-8.º.
- Ecogle observationum in Novum Testamentum, Vienne, 1756-57, 2 vols., in-8.º.
- Epistolae duac de totiden Numis aeneis...., Vienne, 1761, in-4.º.
- De familia Vaballathi numis illustrata, Vienne, 1762.
- De numismate Augusti...., Vienne, 1763, in-4.º.
- Thesaurus Britannicus,..., Vienne, 1762-64, 2 vols., in-4.º.
- Adpendicula altera ad Numismata graeca populorum et urbium a Jacobo Gesnero repraesentata, Vienne, 1764, in-4.º.
- Epicrisis observationum Belley in Numum Magniae Urbiae, Vienne, 1767, in-4.º.
- Ad numismata imperatorum romanorum......, Vienne, 1767, in-4.º.